# Říšská župa Sudety
Říšská župa Sudety (německy Reichsgau Sudetenland, zkráceně „Sudetská župa“, něm. Sudetengau) byl správní útvar a součást nacistického Německa v letech 1939–1945 na území tzv. Sudet.

## Historie

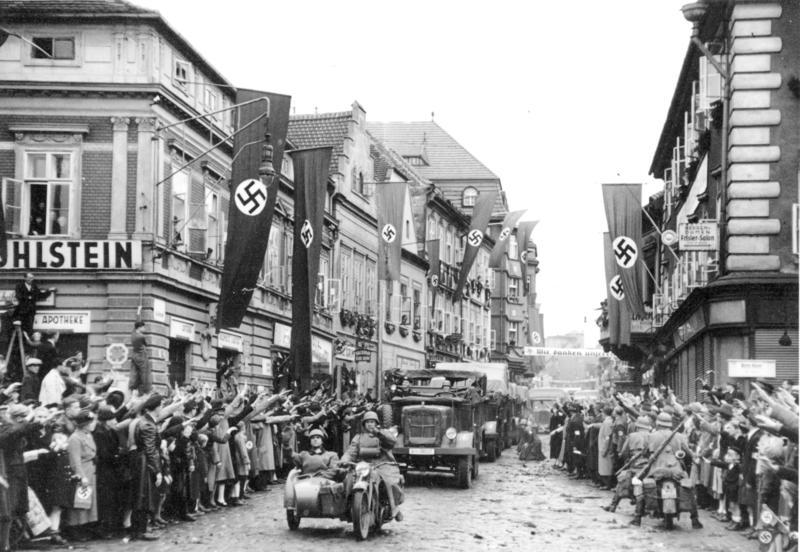
Průjezd okupačních jednotek Žatcem (9. října 1938)

Župa (Gau) byla vytvořena k 15. dubnu 1939 na základě říšského zákona „O rozčlenění sudetoněmeckých území“ (Gesetz über die Gliederung der sudetendeutschen Gebiete). Sestávala z větší části dosavadních sudetoněmeckých území Československa, a to v pohraničí západních, severozápadních, severních a severovýchodních Čech, severní Moravy a v částech Českého Slezska, obsazených na základě Mnichovské dohody, která byla Československu vnucena v říjnu 1938. Území bylo postupně obsazeno vojsky nacistického Německa. Součástí této župy se ze sudetoněmeckých území nestala severozápadní část Šumavy (byla připojena k Bavorsku), jih Čech (připojen k Zemskému hejtmanství Horní Podunají), jihovýchod Čech a jih Moravy (připojeny k Zemskému hejtmanství Dolní Podunají) a Hlučínsko (připojeno k Prusku a v jeho rámci připojeno k provincii Pruské Slezsko). Rozloha celého anektovaného území činila 22 608 km2. Pro úplnost je nutno dodat, že v září 1939 bylo k pruské provincii Slezsko připojeno také Českotěšínsko a Fryštátsko. Metropolí celé župy byl Liberec (německy Reichenberg).

## Povrch
- Nejvýše položené místo: Sněžka (1603 m n. m.; Krkonoše, na hranici s pruskou provincií Slezsko resp. od roku 1941 s pruskou provincií Dolní Slezsko).
- Nejníže položené místo: Hřensko (115 m n. m.; hladina Labe na hranici se zemí Sasko).

## Obyvatelstvo
Podle sčítání obyvatel ze 17. května 1939 zde žilo 2,94 milionu obyvatel, z toho 2,64 milionu Němců, 291 tisíc Čechů a 174 tisíc Čechů s říšským občanstvím. Celkem 465 150 obyvatel české národnosti.

## Správní členění

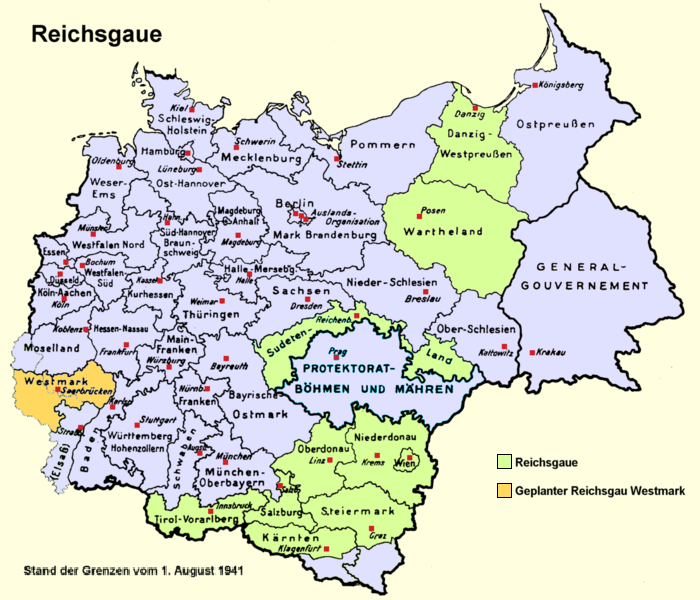
Říšské župy (zeleně) na mapě nacistického Německa (k roku 1941)

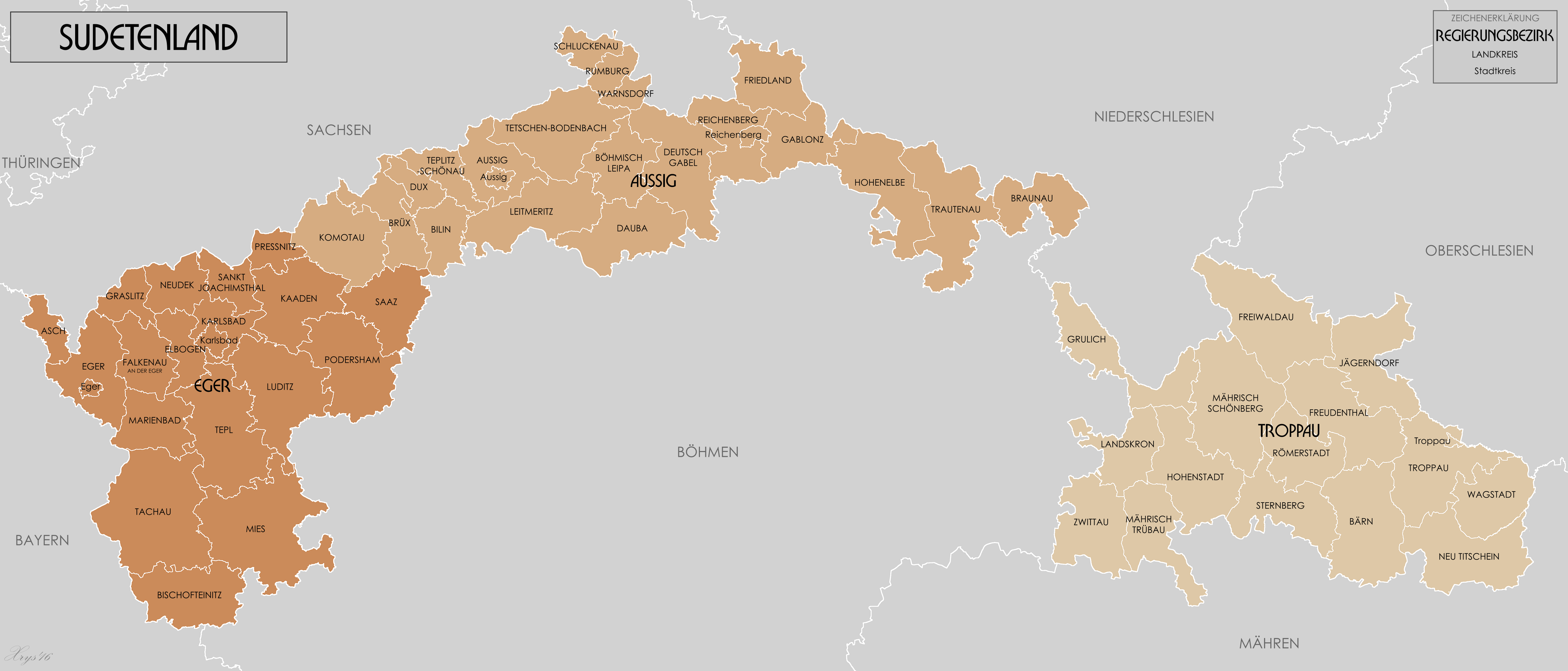
Mapa říšské župy Sudety s vládními obvody a okresy

Říšská župa Sudety (Reichsgau Sudetenland) se administrativně členila na tři vládní obvody (Regierungsbezirk):
- Vládní obvod Cheb (Regierungsbezirk Eger)
- Vládní obvod Ústí nad Labem (Regierungsbezirk Aussig)
- Vládní obvod Opava (Regierungsbezirk Troppau)

Vládní obvody (nebo „vládní okresy“) se členily na okresy (Landkreis – venkovský okres nebo Stadtkreis – městský okres).

### Sudetská župa

#### Vládní obvod Ústí nad Labem

##### Městské okresy
1. Aussig
2. Reichenberg

##### Venkovské okresy
1. Aussig
2. Bilin
3. Böhmisch Leipa
4. Braunau
5. Brüx
6. Dauba
7. Deutsch Gabel
8. Dux
9. Friedland (Isergebirge)
10. Gablonz an der Neiße
11. Hohenelbe
12. Komotau
13. Leitmeritz
14. Reichenberg
15. Rumburg
16. Schluckenau
17. Teplitz-Schönau
18. Tetschen-Bodenbach
19. Trautenau
20. Warnsdorf

#### Vládní obvod Cheb (sídlo v Karlových Varech)

##### Městské okresy
1. Eger
2. Karlsbad

##### Venkovské okresy
1. Asch
2. Bischofteinitz
3. Eger
4. Elbogen
5. Falkenau an der Eger
6. Graslitz
7. Kaaden
8. Karlsbad
9. Luditz
10. Marienbad
11. Mies
12. Neudek
13. Podersam
14. Preßnitz
15. Saaz
16. Sankt Joachimsthal (sídlo: Karlovy Vary)
17. Tachau
18. Tepl

#### Vládní obvod Opava

##### Městský okres
1. Troppau

##### Venkovské okresy
1. Bärn
2. Freiwaldau
3. Freudenthal
4. Grulich
5. Hohenstadt
6. Jägerndorf
7. Landskron
8. Mährisch Schönberg
9. Mährisch Trübau
10. Neu Titschein
11. Römerstadt
12. Sternberg
13. Troppau
14. Wagstadt
15. Zwittau